# Graphogaster altaica
Graphogaster altaica är en tvåvingeart som beskrevs av Louis-Paul Mesnil 1973. Graphogaster altaica ingår i släktet Graphogaster och familjen parasitflugor. Inga underarter finns listade i Catalogue of Life.